# كيت أوستين
كيت أوستين (بالإنجليزية: Kate Austin)‏ هي صحفية أمريكية، ولدت في 25 يوليو 1864 في مقاطعة لاسال في الولايات المتحدة، وتوفيت في 28 أكتوبر 1902 في كينغمان في الولايات المتحدة.